# Тюменский, Василий Агишевич
Василий Агишевич Тюменский (до крещ. Мамай Агишев, внук Агиш Бия, правителя Ногайской Орды, правнук Ямгурчи Бия. † не ранее 1616) — мурза северокавказского Тюменского владения, с середины XVI века военный и административный деятель на службе в Русском царстве. Занимал должность воеводы, на дворцовой службе имел московский чин (служилый князь/дворянин московский), позднее думный чин (окольничий).
Относился к тем 70 фамилиям Русского царства (кон. XVI — нач. XVII), которые современные исследователи рассматривают как аристократические. Являлся представителем отдельной группы русского дворянства — перешедшей на русскую службу иноземной знати. Совместно с младшим братом — Романом Агишевичем — считается основателем российского княжеского рода Тюменских.

## Тюменский мурза
В период правления Ивана IV, после захвата Русским царством Астраханского ханства (1556), наряду с правителями близлежащих мусульманских стран, начала налаживать связи с русской администрацией и знать северокавказского Тюменского владения. С 1558 года на службе русского царя находился тюменский мурза Мамай Агишев, племянник правителя Тюменского владения. В 1559 году (1560?) он настойчиво добивался тюменского престола — ездил из Тюмени в Астрахань и пытался заручиться там военной помощью против своего дяди. Известно письмо от декабря того же года астраханского воеводы Ивана Выродкова, который сообщал об этих событиях царю: «Тюменскои Мамаи-мырза Агишов княже приѣхал ко царю государю бити челом, чтобы пожаловал государь его, дал рать на дядю его на Тюменского князя и учинил его на Тюмени; а он холоп государевъ, неотступен вовѣки». Развитие этих событий в летописях не освещено, но известно, что Мамай Агишев не смог захватить власть и вместе с младшим братом уехал в Москву, где они крестились: «При государе царе … Иване Васильевиче … пріехали служити … Тьменскіе. И государь ихъ пожаловалъ, велелъ имъ служити себѣ и велелъ ихъ крестити, а во крещеніи имъ имяна: князь Романъ да князь Василей [Роман и Василий Агишевичи Тюменские]». В дальнейшем братья занимали должности на военной и административной службе в Русском царстве.

## На службе Русскому царству
С середины XVI века Василий Агишевич находился на военной службе в Русском царстве, занимая должность воеводы. Согласно «Русской родословной книге» генеалога А. Б. Лобанова-Ростовского, Василий Агишевич был воеводой полка правой руки, воеводой в Ливонской войне (отмечена битва за Венден в 1578 году), воеводой в различных полках (1581—1586), воеводой в Ярославле (1614—1616). В «Разрядных книгах» имеются более подробные многочисленные сообщения об участии Василия Агишевича в завершающих этапах Ливонской войны, военных действиях в период заключения Плюсского перемирия и Русско-шведской войне 1590—1595 годов.
На административной/дворцовой службе русского царя, согласно А. Б. Лобанову-Ростовскому, Василий Агишевич находился до 1578 года, однако, по данным «Разрядных книг» он служил при дворе и после указанного года. В иерархии русского двора Василийн Агишевич относился к так называемым служилым князьям, которых с конца XVI века уже никак особо не выделяют от дворян московских (московский чин). Впоследствии князь дослужился до более высокого чина окольничего (думный чин).

### Четвёртый этап Ливонской войны (Русско-польская война 1577—1582)
- В 1579 году, при взятии Оберпалена (старорусск. «Полчев», совр. Пылтсамаа, Эстония), князь В. А. Тюменский числился на должности воеводы «большого полка» (совместно с воеводой, боярином, князем Иваном Юрьевичем Голицыным)[10]; далее русское войско двинулось не на Венден (старорусск. «Кесь») как требовал царский наказ, а на Дерпт (старорусск. «Юрьев»); после чего, по царскому решению, в июне к ним были посланы два князя «з берегу», которые заменили князя В. А. Тюменского и окольничего, князя Дмитрия Ивановича Хворостинина — их было велено «отпустить к Москве»[11];
- В 1580 году, когда король польский и великий князь литовский Стефан Баторий (старорусск. «Оботур») перешёл в наступление и занял ряд русских городов (1577—1581), для защиты от ожидавшегося наступления польско-литовской армии, Иваном IV было послано войско к Ржеву; в этом войске князь В. А. Тюменский числился воеводой «передового полка» (совместно с воеводой, князем Василием Дмитриевичем Хилковым, позднее его сменил Дмитрий Андреевич Замыцкий, а после его перевода в Торопец место воеводы «передового полка» вместе с В. А. Тюменским занял князь Фёдор Александрович Мосальский)[12][~ 5];
- В 1581 году, там же, у Ржева, князь В. А. Тюменский числился воеводой «передового полка» (совместно с воеводой, князем Василием Ивановичем Мстиславским)[13].
- В 1582 году в войске, собиравшемся в очередной поход на Прибалтику, в Торжке и Вышнем Волочке, князь В. А. Тюменский числился воеводой «полку левой руки» (совместно с воеводой, князем Меркурием Александровичем Щербатовым)[14]. После войско двинулось к Великому Новгороду, а оттуда — к городам Нарве и Кингисепп (старорусск. «Ругодив» и «Ям»). После чего произошло сражение у села Лялицы между русскими войсками под командованием воеводы, князя Дмитрия Ивановича Хворостинина и воеводы, Михаила Андреевича Безнина-Нащокина и шведской армией, окончившееся победой русских войск. Князь В. А. Тюменский в битве под Лялицами числился воеводой «полка правой руки» (совместно с воеводой, князем Михаилом Васильевичем Ноздроватым)[15].

## Семья
«Отец». Мамай мангыт мурза, сын Агиш Бия, правителя Ногайской Орды с 1521—1524 гг.
Брат. Согласно различным источникам, братом Василия Агишевича был князь Роман, имя его до крещения не известно. На основании данных историка А. П. Барсукова, генеалог А. Б. Лобанов-Ростовский высказал предположение, что у них мог быть ещё один брат, также с именем Василий, однако сведений о нём не имеется.
Супруга. В «Русской родословной книге» указывается, что Василий Агишевич был женат на княжне Марии Семёновне Лобановой-Ростовской († до 1630). Однако, согласно грамоте от 27 ноября (7 декабря) 1614 года, напечатанной в работе историка А. П. Барсукова «Род Шереметьевых», супругой князя была Мария Ивановна Шереметьева, дочь Ивана Васильевича Шереметева «Большого». Эти данные А. Б. Лобанов-Ростовский комментирует, ссылаясь на возможность существования ещё одного Василия Агишевича Тюменского — брата князей Василия и Романа (см. выше).
Дети. По «Русской родословной книге» Василий Агишевич имел две дочери — Марию и Соломониду. Однако в делах Тайного приказа сообщается другая информация: «у князь Василья сынъ князь Василей, бездетенъ, да дочь [Мария] …».

## Прочие данные
В местническом распорядке на свадьбе царя Ивана IV и Марией Фёдоровной Нагой, Роман Агишевич числился в свадебном поезде (1580).
В феврале 1585 года, наряду с боярами и другими думными чинами, «на окольничем [месте] окольничей [чин] …князь Роман да князь Василей Тюменские» участвовали при приёме царём Фёдором Иоанновичем посла Речи Посполитой Льва Сапеги.
В 1586 году на Романа и Василия Агишевича «бил челом государю … Федору Ивановичю» воевода Панкратий Яковлевич Салтыков, «что он написан в большом полку в других, а князь Василей в передовом полку первой, а князь Роман в сторожевом полку первой». В этом местническом споре указом царя братья Тюменские были признаны правыми, «потому что Панкратей наперед того бывал менши князя Василья Тюменского».
Известно, что в какой-то период Василий Агишевич владел Осташёвской землёй (?). В 1616 году Василий Агишевич, совместно со своим племянником — князем Андреем Романовичем Тюменским, владели поместьями Томошской волости Воскресенской трети (позднее — Вологодская губерния).